# 蒙蒂塞洛 (喬治亞州)
蒙蒂塞洛（英語：Monticello）是一個位於美國喬治亞州傑斯帕縣的城市。根據2010年美國人口普查，該地人口為2657人，而該地的面積約為8.39平方千米。同時該地也是傑斯帕縣的縣治。

## 地理
蒙蒂塞洛的座標為33°18′12″N 83°41′09″W / 33.30333°N 83.68583°W，而該地的平均海拔高度為207米（即679英尺）。